# Extrazelluläre polymere Substanzen
Extrazelluläre Polymere Substanzen (EPS) sind langkettige Verbindungen (Polymere), die v. a. von Mikroorganismen gebildet und von ihnen in ihre unmittelbare, der Zelle angrenzenden, Umgebung abgegeben werden, sich also extrazellulär befinden.
Die EPS wurden früher auch als extrazelluläre Polysaccharidstruktur oder als (erweiterte) Glykokalyx bezeichnet. Da es sich jedoch nicht ausschließlich um Polysaccharide handelt, ist diese Bezeichnung zu eng gefasst.

## Mikrobielle EPS
Die EPS bilden eine Struktur mikrobieller Agglomerate wie Biofilme und Bakterienflocken und stellen den Hauptanteil der Trockenmasse dieser Agglomerate dar, die auch als ‚Aggregate‘ bezeichnet werden. Die EPS bzw. die EPS-Matrix oder Biofilmmatrix ermöglichen die Anhaftung von Biofilmen an verschiedensten Oberflächen und betten die Mikroorganismen in das dreidimensionale Agglomerat ein.

### Zusammensetzung der EPS
Die mikrobiellen EPS (bspw. des Bakteriums Paenibacillus polymyxa) bestehen vor allem aus Polysacchariden (z. B. Alginat, Cellulose, Dextran, Levan), einer Vielzahl von Proteinen, Lipiden, Phospholipiden, Glycoproteinen, Glycolipiden, Lipopolysacchariden (LPS) und oft auch extrazellulärer DNA (e-DNA), Die Polysaccharide bestehen häufig aus den Monosaccharidbausteinen der Uronsäuren wie z. B. D-Glucuron-, D-Galacturon- und D-Mannuronsäure.
Die Zusammensetzung der EPS mikrobieller Agglomerate unterscheiden sich u. a. in Abhängigkeit von den am Biofilm beteiligten Spezies. Bei den Polysacchariden dominieren häufig die Verbindungen, die für die Spezies typisch für deren Oberflächenstrukturen der Zellwand, Zellmembran oder Glykokalix sind. So finden sich in den EPS bei Staphylokokken-Biofilmen die für die Zellwand von Gram-positiven Bakterien typischen Teichonsäuren oder bei dem einzelligen Pilz Candida das Chitin. Es werden aber auch Polysaccharide produziert, die keine vorrangigen Membran- oder Zellwandpolysaccharide sind, so z. B. das Alginat der Gram-negativen Bakterien Pseudomonas und Azotobacter oder die Kolansäure und die Cellulose, die für einige Enterobakterien wie dem Escherichia coli typisch sind. Die Fähigkeit der Mikroorganismen zur EPS-Produktion und damit zur Biofilmbildung unterscheidet sich zwischen den Spezies und kann sich auch zwischen den Stämmen einer Spezies deutlich unterscheiden.
Die chemische Zusammensetzung der EPS ändert sich auch in Abhängigkeit vom Standort und den Umweltbedingungen. Daher werden meist große Unterschiede in der EPS-Zusammensetzung der Biofilme von Mikroorganismen in der natürlichen und von Mikroorganismen einer künstlich geschaffenen Umwelt gefunden. So ist oft der Polysaccharidanteil in den Naturhabitaten weit geringer als in Laborstudien. Mikroorganismen einer Spezies ohne EPS sind von denen mit EPS zu unterscheiden, da diese unterschiedlich auf ihre Umwelt reagieren.
Die EPS ermöglichen die Absorption von Wasser, dass bis zu 97 Gew.-% der EPS-Matrix betragen kann. Durch die so in der EPS-Matrix entstehenden hydrodynamischen Bedingungen wird schließlich die Aufnahme von weiteren Substanzen (z. B. Minerale, Detritus, Humin- und Nährstoffe) aus der Umwelt ermöglicht. Für die Stabilität der EPS sorgen vor allem hydrophobe Wechselwirkungen, Vernetzungen von multivalenten Kationen, e-DNA und die Verwicklungen der Polysaccharidstrukturen.

### Bedeutung der EPS
Die EPS bestimmen die Konditionen für das Leben der Mikroorganismen in einem Biofilm durch die Hydrophobizität, Ladung, Wassergehalt, Substanzaufnahme, Dichte, Porosität und mechanische Stabilität. Das Vorhandensein einer EPS-Matrix ist für das Leben der Mikroorganismen mit einigen Vorteilen verbunden. Ein Raum (Biofilmmatrix) wird geschaffen, der es ermöglicht, synergistische Wechselbeziehungen zwischen den Mikroorganismen einer oder verschiedener Spezies aufzubauen, z. B. durch Nährstoff- und Sauerstoffgradienten innerhalb der EPS-Matrix.
In der Regel bieten die EPS eine bessere Versorgung mit verwertbaren Substraten. Durch Adsorption und Anreicherung von Nährstoffen können längere Hungerperioden überstanden werden. Die EPS schützen vor chemischen und physischen Einflüssen wie Temperaturschwankungen, Schadstoffen und UV-Strahlung, begünstigen den Austausch von Genen und erhöhen die Resistenz gegenüber Stoffen wie Desinfektionsmitteln, Antibiotika und Antiseptika. Durch die synergistische Wechselwirkungen verschiedener Spezies können sich Korrosionsprozesse (Biokorrosion) verstärken.

## EPS im weiteren Sinne (EPS nicht mikrobiellen Ursprungs)
EPS bei Säugetierzellen
werden kurz als Extrazelluläre Matrix (EZM) oder als Interzellularsubstanz bezeichnet, die insbesondere von Zellen des Bindegewebes produziert werden. Das sind v. a. Glykosaminoglykane, Proteoglykane sowie Glycoproteine und Laminine.
EPS bei Pflanzenzellen
werden nicht mit einem eignen Begriff umschrieben. Bei Pflanzen wird die „Extrazelluläre Matrix“ insbesondere durch die Struktur der Zellwand bestimmt. Hier können u. a. Cellulose, Hemicellulose, Xylose, Galactose, Fructose, Pektine und Glycoproteine beteiligt sein.